# マグネソン
マグネソン（英: Magneson）または、アゾバイオレット（英: Azo violet）は分子式 C12H9N3O4 の有機化合物である。染料または酸塩基指示薬として使われる。弱アルカリ環境でマグネシウムの存在下では青色を呈する。この反応は水酸化マグネシウムの吸着に依存している。アンモニウムイオンにより反応は鈍化される。
いくつかの塩または塩の溶液にマグネシウムが含まれると溶液が紫色を呈する。しかし、塩化アンモニウムや水酸化アンモニウムなどのアンモニウム化合物の量により異なる色を呈する。これはマグネシウムの同定試験に使われている。

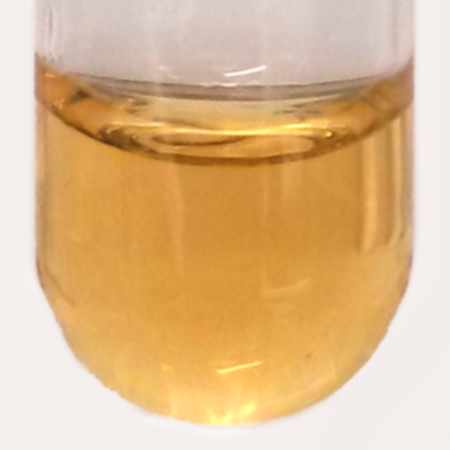
マグネソン (aq), pH ~7.